# Tommy Wood
Tommy Wood (17 febbraio 1912 – Isola di Wight, 21 gennaio 2003) è stato un pilota motociclistico britannico.

## Biografia
Ha disputato 4 stagioni del motomondiale tra il 1949 e il 1954. Ha ottenuto punti in un totale di 16 GP (3 in 500, 3 in 350 e 10 in 250) vincendone 2, uno in 250 e l'altro in 350, entrambi nel 1951, il primo sull'Isola di Man e il secondo in occasione del Gran Premio motociclistico di Spagna.
Il motomondiale 1951 fu il migliore della sua carriera visto che al termine della stagione si è classificato secondo nella classe 250, in sella ad una Moto Guzzi e alle spalle di Bruno Ruffo.
Numerose furono le sue partecipazioni alle gare del Tourist Trophy, sin dal 1937, con la vittoria nella Lightweight TT del 1951.

## Risultati nel motomondiale

### Classe 125
| 1951 | Classe | Moto        |     |    |  |    |  |    |    |  |  | Punti | Pos. |
| ---- | ------ | ----------- | --- | -- |  | -- |  | -- | -- |  |  | ----- | ---- |
| 1951 | 125    | Moto Morini | Rit | NE |  | NE |  | NE | AN |  |  | 0     |      |

| Legenda | 1º posto        | 2º posto            | 3º posto            | A punti      | Senza punti        | Grassetto – Pole position Corsivo – Giro più veloce |
| Legenda | Gara non valida | Non qual./Non part. | Ritirato/Non class. | Squalificato | '-' Dato non disp. | Grassetto – Pole position Corsivo – Giro più veloce |

### Classe 250
| 1949 | Classe | Moto       |   |   |    |    |  |  |  |  |  | Punti | Pos. |
| ---- | ------ | ---------- | - | - | -- | -- |  |  |  |  |  | ----- | ---- |
| 1949 | 250    | Moto Guzzi | 2 | 6 | NE | NE |  |  |  |  |  | 9     | 7º   |

| 1951 | Classe | Moto       |    |  |   |    |    |   |   |   |  | Punti | Pos. |
| ---- | ------ | ---------- | -- |  | - | -- | -- | - | - | - |  | ----- | ---- |
| 1951 | 250    | Moto Guzzi | NE |  | 1 | NE | NE | 3 | 4 | 2 |  | 21    | 2º   |

| 1952 | Classe | Moto       |  |  |  |    |  |  |     |    |  | Punti | Pos. |
| ---- | ------ | ---------- |  |  |  | -- |  |  | --- | -- |  | ----- | ---- |
| 1952 | 250    | Moto Guzzi |  |  |  | NE |  |  | Rit | NE |  | 0     |      |

| 1953 | Classe | Moto       |   |   |    |   |    |   |   |   |   | Punti | Pos. |
| ---- | ------ | ---------- | - | - | -- | - | -- | - | - | - | - | ----- | ---- |
| 1953 | 250    | Moto Guzzi | 6 | - | NE | - | NE | - | 8 | 7 | 5 | 3     | 12º  |

| 1954 | Classe | Moto       |   |  |  |    |  |  |  |   |    | Punti | Pos. |
| ---- | ------ | ---------- | - |  |  | -- |  |  |  | - | -- | ----- | ---- |
| 1954 | 250    | Moto Guzzi | 5 |  |  | NE |  |  |  | 5 | NE | 4     | 12º  |

| Legenda | 1º posto        | 2º posto            | 3º posto            | A punti      | Senza punti        | Grassetto – Pole position Corsivo – Giro più veloce |
| Legenda | Gara non valida | Non qual./Non part. | Ritirato/Non class. | Squalificato | '-' Dato non disp. | Grassetto – Pole position Corsivo – Giro più veloce |

### Classe 350
| 1949 | Classe | Moto      |   |   |  |  |  |    |  |  |  | Punti | Pos. |
| ---- | ------ | --------- | - | - |  |  |  | -- |  |  |  | ----- | ---- |
| 1949 | 350    | Velocette | 2 | 4 |  |  |  | NE |  |  |  | 5     | 13º  |

| 1950 | Classe | Moto      |  |  |  |  |  |   |  |  |  | Punti | Pos. |
| ---- | ------ | --------- |  |  |  |  |  | - |  |  |  | ----- | ---- |
| 1950 | 350    | Velocette |  |  |  |  |  | 9 |  |  |  | 0     |      |

| 1951 | Classe | Moto      |   |     |    |  |  |  |  |   |  | Punti | Pos. |
| ---- | ------ | --------- | - | --- | -- |  |  |  |  | - |  | ----- | ---- |
| 1951 | 350    | Velocette | 1 | Rit | 31 |  |  |  |  | 8 |  | 8     | 10º  |

| 1953 | Classe | Moto   |  |  |  |    |   |  |    |  |    | Punti | Pos. |
| ---- | ------ | ------ |  |  |  | -- | - |  | -- |  | -- | ----- | ---- |
| 1953 | 350    | Norton |  |  |  | NE | 5 |  | 11 |  | NE | 2     | 16º  |

| 1955 | Classe | Moto   |  |  |  |  |    |  |  |  |  | Punti | Pos. |
| ---- | ------ | ------ |  |  |  |  | -- |  |  |  |  | ----- | ---- |
| 1955 | 350    | Norton |  |  |  |  | 13 |  |  |  |  | 0     |      |

| Legenda | 1º posto        | 2º posto            | 3º posto            | A punti      | Senza punti        | Grassetto – Pole position Corsivo – Giro più veloce |
| Legenda | Gara non valida | Non qual./Non part. | Ritirato/Non class. | Squalificato | '-' Dato non disp. | Grassetto – Pole position Corsivo – Giro più veloce |

### Classe 500
| 1951 | Classe | Moto   |   |    |    |  |  |    |  |  |  | Punti | Pos. |
| ---- | ------ | ------ | - | -- | -- |  |  | -- |  |  |  | ----- | ---- |
| 1951 | 500    | Norton | 2 | 11 | 14 |  |  | 16 |  |  |  | 6     | 9º   |

| 1953 | Classe | Moto   |  |  |     |    |     |  |  |  |   | Punti | Pos. |
| ---- | ------ | ------ |  |  | --- | -- | --- |  |  |  | - | ----- | ---- |
| 1953 | 500    | Norton |  |  | Rit | NE | Rit |  |  |  | 6 | 1     | 17º  |

| 1954 | Classe | Moto   |  |  |    |  |  |  |  |  |   | Punti | Pos. |
| ---- | ------ | ------ |  |  | -- |  |  |  |  |  | - | ----- | ---- |
| 1954 | 500    | Norton |  |  | NE |  |  |  |  |  | 4 | 3     | 17º  |

| Legenda | 1º posto        | 2º posto            | 3º posto            | A punti      | Senza punti        | Grassetto – Pole position Corsivo – Giro più veloce |
| Legenda | Gara non valida | Non qual./Non part. | Ritirato/Non class. | Squalificato | '-' Dato non disp. | Grassetto – Pole position Corsivo – Giro più veloce |